# Сенатская башня
Сена́тская башня— одна из наиболее старинных башен Московского Кремля. Расположена на восточной стене между Спасской и Никольской башнями и выходит на Красную площадь. Построена в 1491 году итальянским архитектором Пьетро Антонио Солари по распоряжению Ивана III. У рва под башней («на Пожаре») происходили казни именитых людей того времени. Башня долгое время называлась «глухой» или Безымянной, современное название получила в 1788 году после строительства напротив неё здания Сената. В составе ансамбля Московского Кремля входит в Список всемирного культурного наследия ЮНЕСКО.

## История

### Строительство
В 1480-х годах по приказу Ивана III началась масштабная перестройка укреплений белокаменного Московского Кремля в кирпич, которая завершилась лишь в XVI веке при Василии III. Новые стены и башни стали символом величия Московского государства в период его централизации. Эта кремлёвская башня, в будущем получившая название Сенатской, до XVIII века не имела названия: в «описи ветхостей» за 1668 год она упоминается как «глухая башня», иногда также обозначалась как «Безымянная». Она была построена в 1491 году под руководством итальянского архитектора Пьетро Антонио Солари. Зодчий руководил возведением всей восточной стены крепости, куда была встроена глухая, не имевшая ворот, башня. Её основной функцией была защита Кремля со стороны Красной площади.
В 1508 году Василий III дал указание другому архитектору, Алевизу Фрязину, прорыть фортификационный ров от Москвы-реки до реки Неглинной. Алевизов ров проходил под стенами Кремля, у Сенатской башни его глубина составляла тридцать метров. Для дополнительной защиты по его краям были надстроены небольшие стены с зубцами. На территории Кремля у башни находились двор князей Трубецких, двор государевых духовников, церкви и дворцовые приказы.
Внешний облик башни в XV—XVI веках несколько отличался от современного: она выглядела суровой и менее нарядной. Внутри были оборудованы три яруса бойниц для фронтального огня. Наверху располагалась боевая площадка с зубцами и пушками, которую покрывал низкий деревянный шатёр с флюгером.

### Модернизация
В 1680 году башня была перестроена. Над её нижним основанием с парапетом и машикулями был возведён четырёхгранный шатёр. Этот архитектурный объём венчал четверик с ещё одним небольшим шатром и позолоченным флюгером. Поскольку в XVII веке башни Московского Кремля уже не планировалось использовать для обороны, бойницы были заложены изнутри, а зубцы заменены кирпичным парапетом с ширинками.
После перестройки в конце XVII века высота башни составляет 34 метра. Тогда к нижнему монолитному четверику был пристроен четырёхгранный шатёр с позолоченным флюгером, после чего внешний вид башни существенно не менялся. Историк Сергей Бартенев подчёркивал, что «несколько удлиненная форма шатра придает Сенатской башне вид суровой недоступности». Сооружение разделено на три яруса сводчатых помещений квадратной формы. Архитектурный стиль башни типичен для других малых кремлёвских башен и в особенности схож с Набатной, Комендантской и Оружейной башнями.
Башня получила современное название Сенатская в 1787 году, когда на территории Кремля был построен Сенатский дворец — здание Присутственных мест.
Сооружение не подвергалась перестройке после 1680 года, но в нём регулярно проводился ремонт и менялась отделка. Сохранились сведения, что в 1781, 1783, 1805, 1823 годах в Сенатской башне меняли побелку. Строение постепенно ветшало, а его облицовка страдала от московских пожаров. На чертежах конца XVIII — начала XIX веков видно, что на нижнем фасаде башни возникла трещина, которая вскоре была отремонтирована. В 1821 году шпиль башни покрасили в зелёный цвет. Спустя три года у её подножия разобрали старый ров и контрфорсы у кремлёвской стены. В 1860—1861 годах был сделан обмер башни и разработан проект её реставрации. В 1882 году отремонтировали цоколь и поправили кирпичную кладку. В 1896 году была проведена ещё одна реставрация, приуроченная к коронации Николая II.
В 1812 году Москва сильно пострадала из-за пожара. Покидая город, французы заминировали часть кремлёвских построек: Грановитую палату, Арсенал, колокольню Ивана Великого, а также все башни и стены Кремля. Сенатская башня в ходе пожара не пострадала. В 1817 году Александр I подписал генеральный план реконструкции Москвы, разработкой и реализацией которого занималась комиссия под руководством архитектора Осипа Бове. В 1818 году, после реставрации Красной площади, напротив Сенатской башни открыли памятник Минину и Пожарскому работы скульптора Ивана Мартоса. Впоследствии памятник был перенесён ближе к храму Василия Блаженного.
Сенатская башня расположена в центре восточной стены и потому торжественно украшалась во время коронаций российских монархов. Особо важную роль играла иллюминация Кремля, башни которого освещались разноцветными огнями. Во время коронации Александра III на Сенатской башне были установлены большой государственный герб и звезда, на которых горел вензель Их Величеств.

### XX век и современность
В 1915 году архитектор Алексей Щусев выступил с критикой «неудачной реставрации московских кремлёвских башен»:
<...> когда была окончена реставрация крыши Сенатской башни и вид ее стал напоминать не драгоценную искрящуюся изумрудную чешую, а, попросту говоря, офицерское сукно,— я заявил свое негодование на заседании Императорской Археологической комиссии. В результате Пётр Покрышкин вместе со мной осмотрел на месте в Москве покрытия башен, и нами был составлен подробный доклад о способе покрытия черепицей.
В октябре 1917 года Кремль был занят большевиками. С того времени у Кремлёвской стены у Сенатской башни начал формироваться революционный некрополь. По обе стороны от сооружения в стену заложены урны с прахом выдающихся людей советского времени, а у подножия башни находятся могилы политических деятелей СССР: Михаила Калинина, Феликса Дзержинского, Михаила Фрунзе, Андрея Жданова и других.
7 ноября 1918 года на башне был установлен цветной барельеф «Павшим в борьбе за мир и братство народов», выполненный скульптором Сергеем Конёнковым. Мемориальная доска размером 7х8 аршин была открыта в честь солдат, похороненных у стен Кремля после боёв октября 1917 года. На барельефе был изображён крылатый Гений Победы, держащий красное знамя в правой руке и пальмовую ветвь — в левой. В ногах Гения разбросано оружие и перевита траурная лента, за его плечами всходит солнце, в лучах которого написано «Октябрьская 1917 Революция». В 1948 году барельеф был снят и перенесён в Русский музей.
В 1918—1920-х годах в Сенатской башне вновь проводились реставрационные работы при участии архитекторов Ильи Бондаренко и Ивана Рыльского. Через три года составили полное описание состояния стен и башен, выходящих на Красную площадь. В 1973 году черепичное покрытие шатра было заменено на медное. Башня была окрашена силикатной краской и подвергнута специальной обработке для защиты от дождя и осадков.
К пятилетию октябрьской революции у башни был установлен памятник пролетарию работы скульптора Фридриха Лехта. Фигура рабочего держала в руке кепку на вытянутой руке и как бы приветствовала демонстрантов. Статуя была демонтирована в марте 1924 года, когда возводили Мавзолей.
В 1924 году по оси Сенатской башни на Красной площади был возведён первый деревянный Мавзолей Ленина. Сооружение возвышалось на 12 метров и достигало трети высоты башни. В 1929 году во время постройки последней версии Мавзолея под башней нашли подземелье глубиной более 6 метров. В 1948 году в башне был оборудован проход к Мавзолею для членов ЦК КПСС по проекту Николая Виноградова.
В середине XX века существовали планы изменения облика Сенатской башни. Так, в конкурсе на возведение монумента Победы в Великой Отечественной войне был представлен проект скульптора Сергея Меркулова, предлагавший укоротить башню и сделать из неё постамент для статуи Владимира Ленина. От архитектора Аркадия Мордвинова также поступило предложение установить на башне фигуру Иосифа Сталина.
Последняя реставрация башни проводилась в 2016 году. В ходе ремонта была укреплена кирпичная кладка, обновлена гидроизоляция, проверено состояние старинных фундаментов. Были также отреставрирован белокаменный декор и укреплены кремлёвские мерлоны — зубцы в виде ласточкиных хвостов.

## Башня в культуре
- Вид кремлёвской стены с «глухой» башней изображён в нижней части иконы Симона Ушакова «Древо государства Российского» 1668 года.
- Башня изображена на картине Василия Сурикова «Утро стрелецкой казни». Художник намеренно изменил пропорции сооружения и сделал его схожим с южными кремлёвскими башнями. Суриков также изменил венец башни — верхний шатёр нарисован с четырьмя гранями вместо шести[41].
- Сооружение присутствует на картинах Аполлинария Васнецова «Книжные лавочки на Спасском мосту в XVII веке» (1916 год) и «Красная площадь во второй половине XVII века» (1925 год).
- Сенатская башня часто появляется в качестве изображения на значках, почтовых марках и этикетках.
- До 1994 года Сенатскую башню не раз помещали на банкноты СССР и России. На купюре достоинством десять тысяч рублей 1992 года Сенатская башня печаталась на лицевой и на оборотной сторонах. В 1993 году сооружение изображали на лицевой стороне банкнот номиналом в 100, 200, 500, 1000, 5000, 10000 и 50000 рублей. Она также присутствовала на некоторых банкнотах 1994 года выпуска[42].
- К 75-летию битвы за Москву был представлен эскиз памятного нагрудного знака, на котором изображён Кремль с Сенатской башней[43].

## Список литературы
1. Александров Ю. Н. Красная площадь. — М.: Московский рабочий, 1987.
2. Бартенев С. П. Московский Кремль в старину и теперь. Том I. — М.: Русский импульс, 2011. — ISBN 978-5-902525-54-7.
3. Бродский Б. И. Сокровища Москвы. — М.: Изобразительное искусство, 1990. — ISBN 5-85200-358-1.
4. Воротникова И. А., Неделин В. М. Кремли, крепости и укрепленные монастыри русского государства XV-XVII веков. Крепости Центральной России. — М., 2013. — ISBN 5-85200-358-1.
5. Гончарова А. А. Стены и башни Кремля. — М.: Московский рабочий, 1980.
6. Демкин А. Д. Ненаписанный дневник. — СПб.: ООО Копи-Р-Групп, 2013. — ISBN 978-5-905064-49-4.
7. Евдокимов Д. В. Кремль и Красная площадь. — М., 2003. — ISBN 5-88010-160-6.
8. Колодный Л. Главный Кремль России. — М., 1983.
9. Котырев А. Н. Мавзолей В. И. Ленина. — М.: Советский художник, 1971. — 184 с. — 25 000 экз.
10. Краеведы Москвы / Сост. Л. Иванова. — М.: Московский рабочий, 1991. — ISBN 5-239-01132-X.
11. Мерников А. Г. Крепости России. Большая энциклопедия. — Минск: Харвест, 2013. — ISBN 978-985-18-0812-6.
12. Молева Н. Москва - столица. — М., 2003. — ISBN 5-224-04274-7.
13. Москва: Энциклопедия / А. Л. Нарочницкий. — М.: Советская энциклопедия, 1980.
14. Оберемко В. «Тише, товарищи, спите» // Аргументы и факты. — 2015. — Вып. 27. — С. 44.
15. Памятники архитектуры Москвы. Кремль. Китай-город. Центральные площади. Книга 1.. — М.: Искусство, 1983.
16. Романюк С. Сердце Москвы. От Кремля до Белого города. — М.: Центрполиграф, 2013.
17. Рябчиков Е. И. Красная площадь. — М.: Московский рабочий, 1980.
18. Слюнькова И. Н. Проекты оформления коронационных торжеств в России XIX века. — М.: Московский рабочий, 2013.
19. Тихомирова А. Б. Архитектурная графика: планы Московского Кремля и кремлёвских садов, чертежи стен, башен и садовых построек. — М.: Полиформ, 2012. — ISBN 978-5-88678-194-6.
20. Щусев А. О реставрации Московских кремлёвских башен // Архитектурно-художественный еженедельник. — 1915. — Вып. 50. — С. 490—491.